# Dysphania kuhnii
Dysphania kuhnii là một loài bướm đêm trong họ Geometridae.